# Daniel Frankel
Daniel Frankel (* 18. August 1900; † 16. Mai 1988) war ein britischer Politiker (Labour Party).

## Leben und Tätigkeit
Während des Ersten Weltkriegs engagierte Frankel sich in der gegen den Krieg eingestellten Independent Labour Party (ILP). 1919 wurde er Mitglied des Exekutivausschusses des Stepney Trade Council und vertrat 1920 Whitechapel auf dem Parteitag der ILP. Später wurde er Bürgermeister von Stepney.
Frankel wurde erstmals bei der Unterhauswahl des Jahres 1935 als Kandidat der Labour Party im Wahlkreis Mile End als Abgeordneter in das House of Commons gewählt, wobei er sich gegen den Konservativen William O’Donovan durchsetzen konnte. Er gehörte dem britischen Parlament anschließend bis zu den Wahlen vom Sommer 1945 an, bei denen er sein Mandat an den kommunistischen Kandidaten Philip Piratin verlor.
Als prominenter Jude im öffentlichen Leben Großbritanniens geriet Frankel, wie die anderen fünfzehn jüdischen Abgeordneten des britischen Parlaments während des Zweiten Weltkriegs, nach dem Ausbruch des Krieges ins Visier der nationalsozialistischen Polizeiorgane: Im Frühjahr 1940 setzte das Reichssicherheitshauptamt in Berlin ihn auf die Sonderfahndungsliste G.B., ein Verzeichnis von Personen, die im Falle einer erfolgreichen deutschen Invasion Großbritanniens durch die Sonderkommandos der SS-Einsatzgruppen mit besonderer Priorität ausfindig gemacht und verhaftet werden sollten.